# 베네수엘라의 재외공관 목록

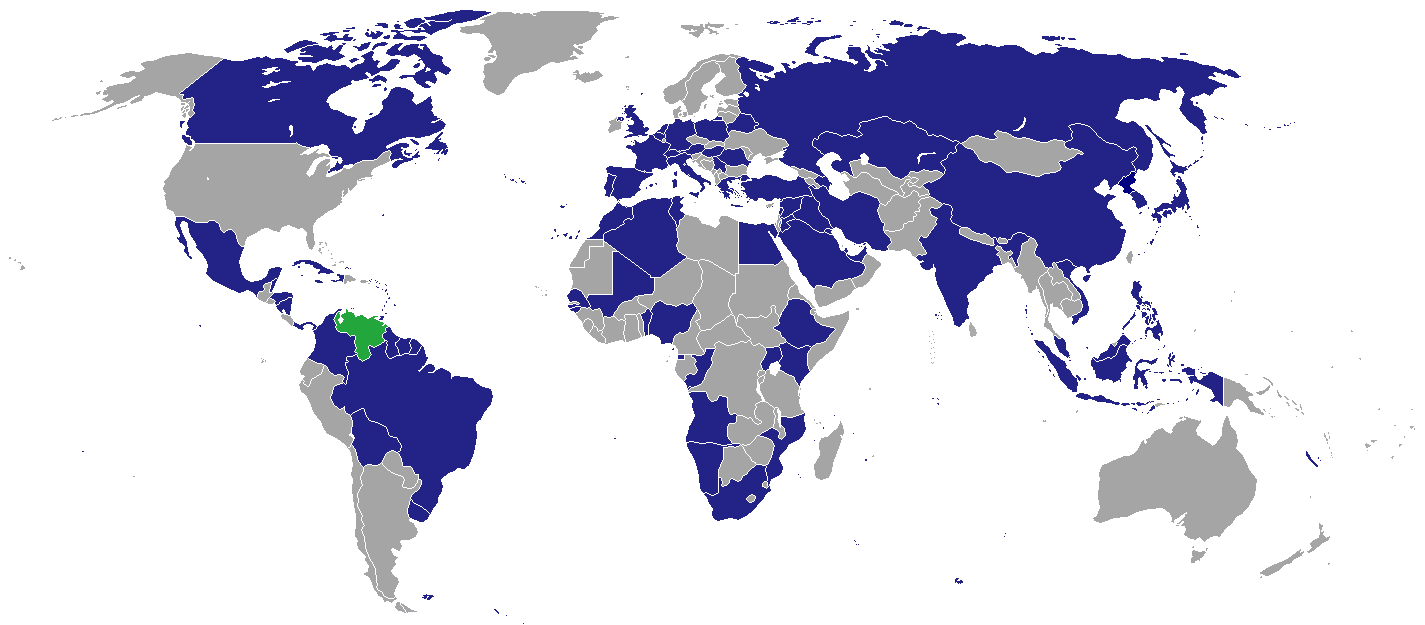
베네수엘라의 재외공관

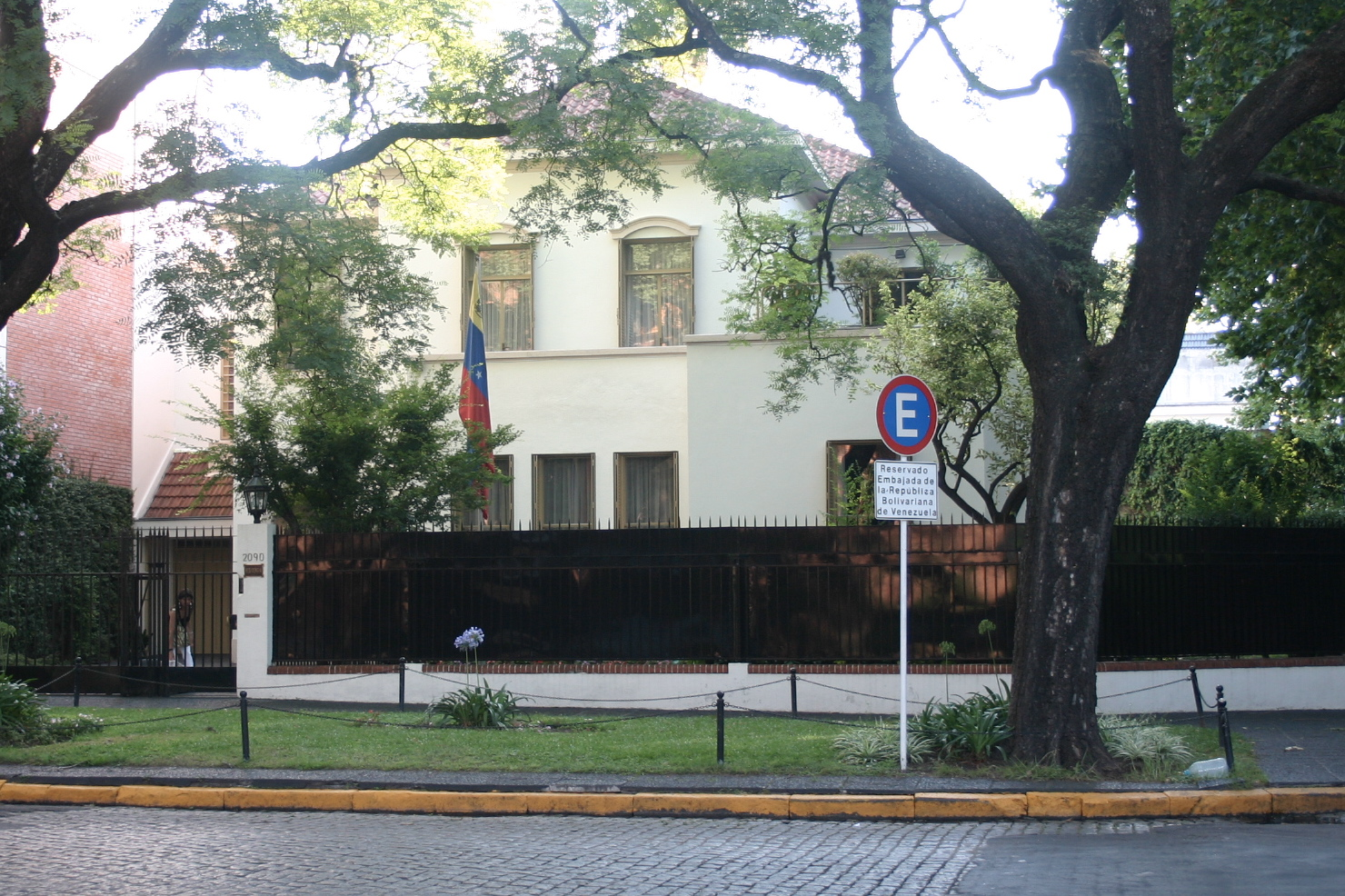
부에노스아이레스 주재 베네수엘라 대사관

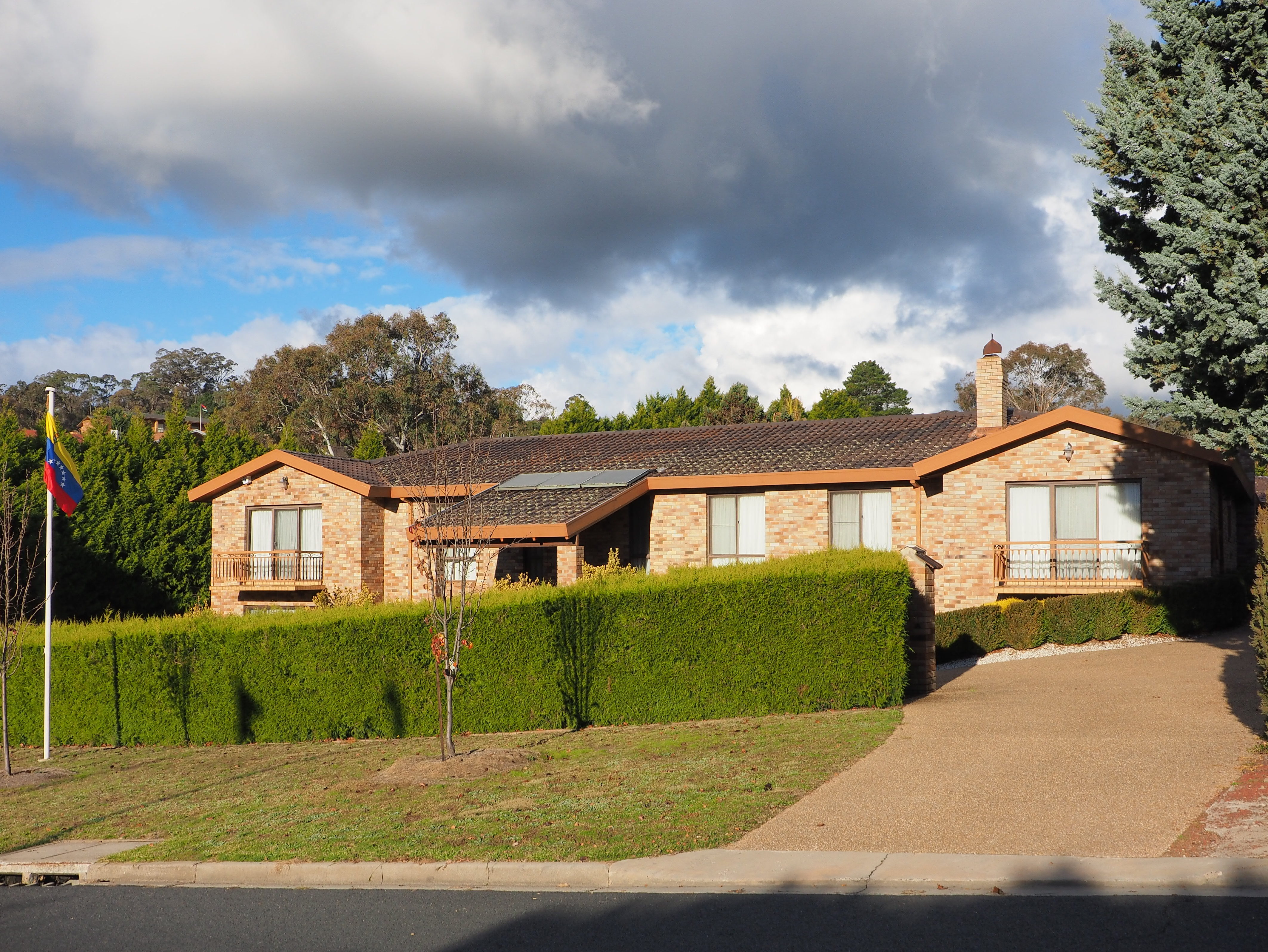
캔버라 주재 베네수엘라 대사관

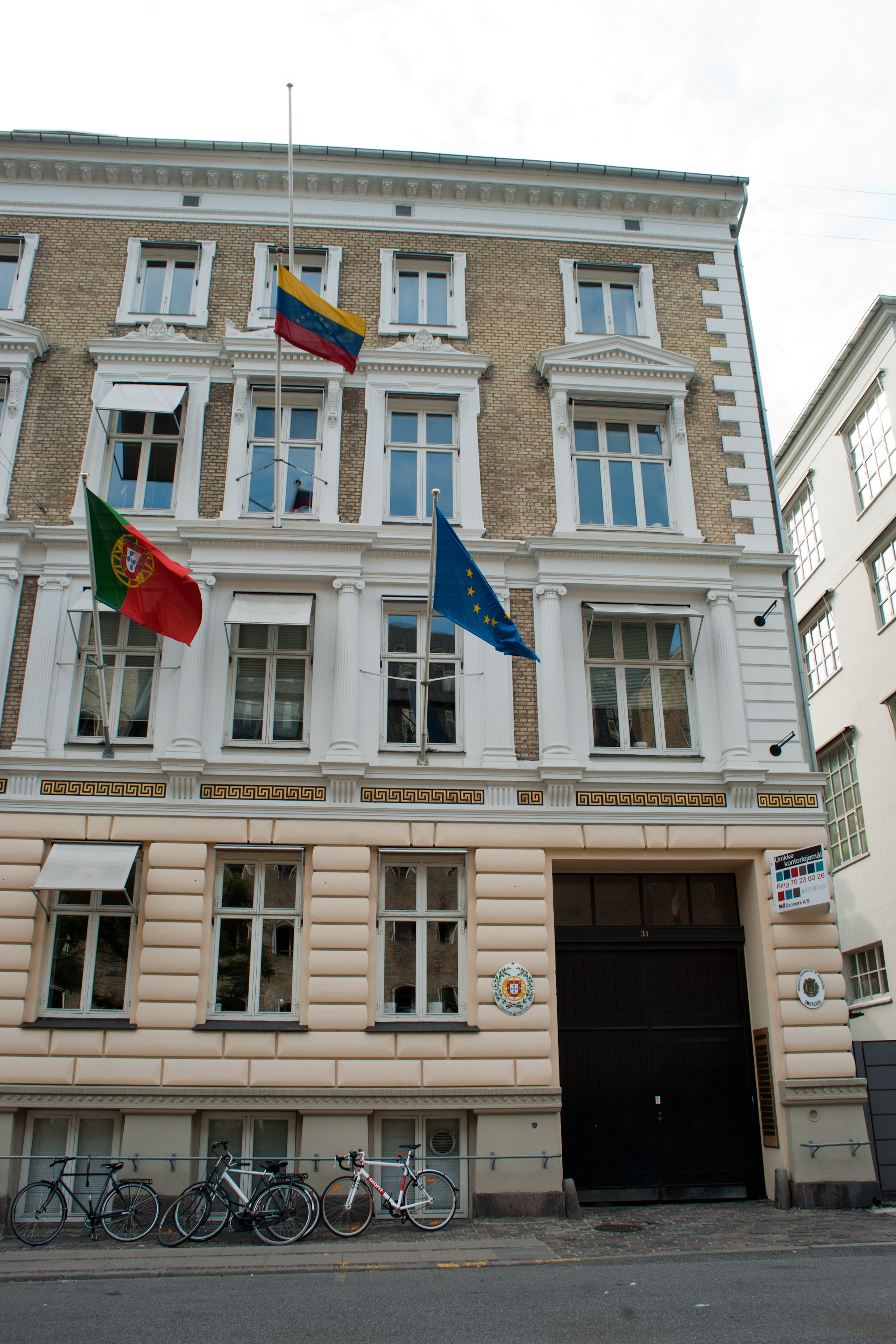
코펜하겐 주재 베네수엘라 대사관

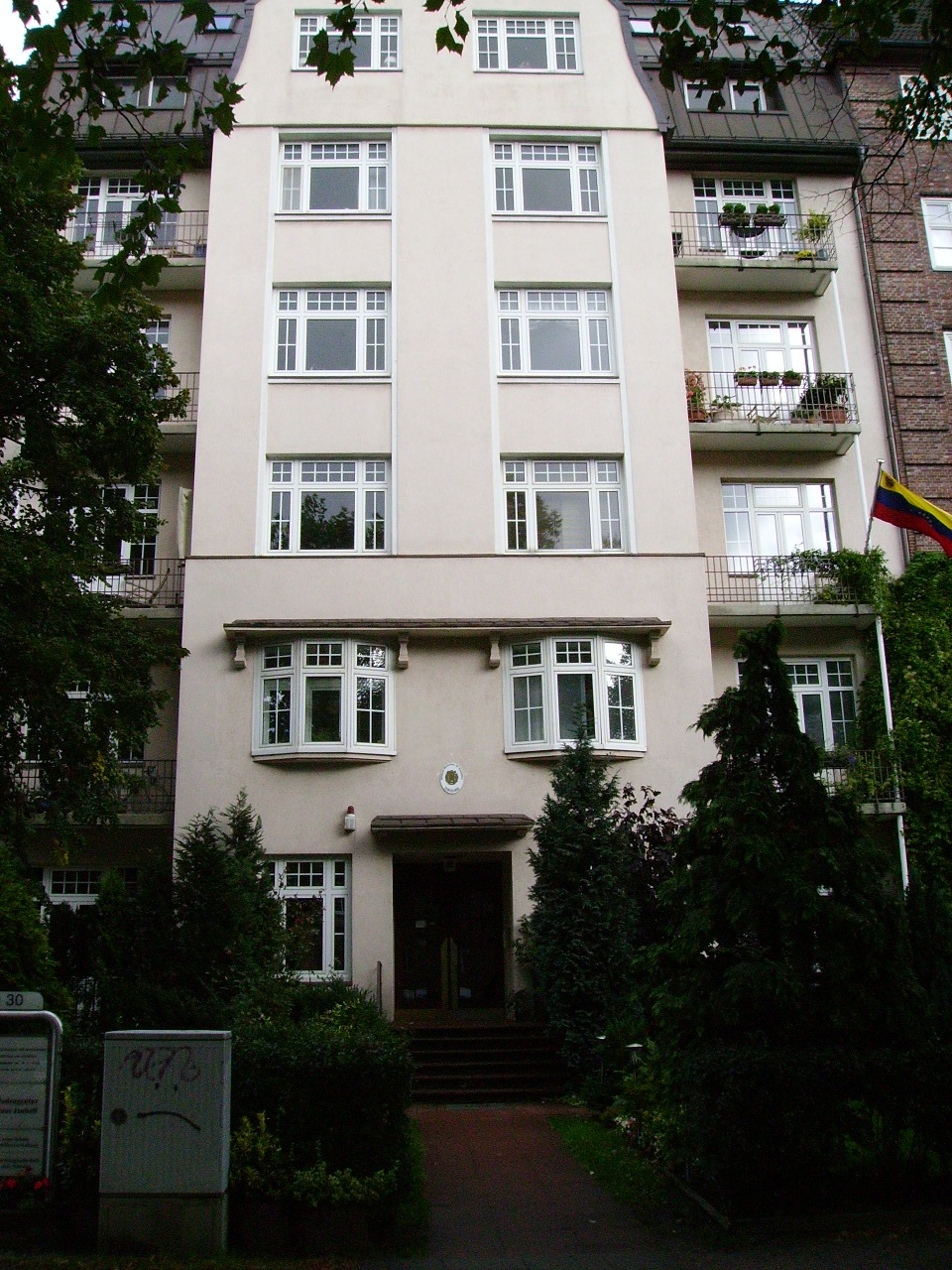
함부르크 주재 베네수엘라 총영사관

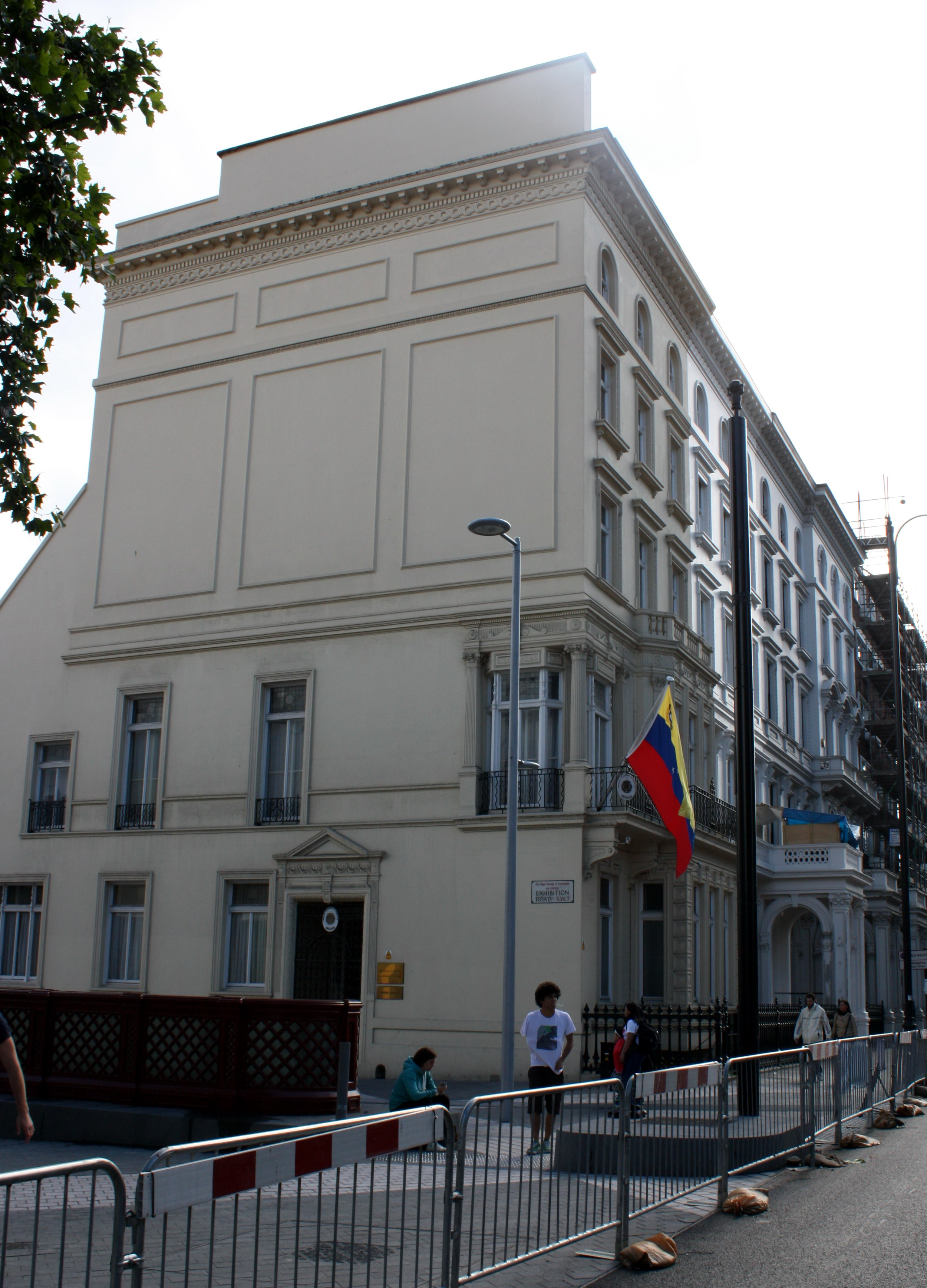
런던 주재 베네수엘라 대사관

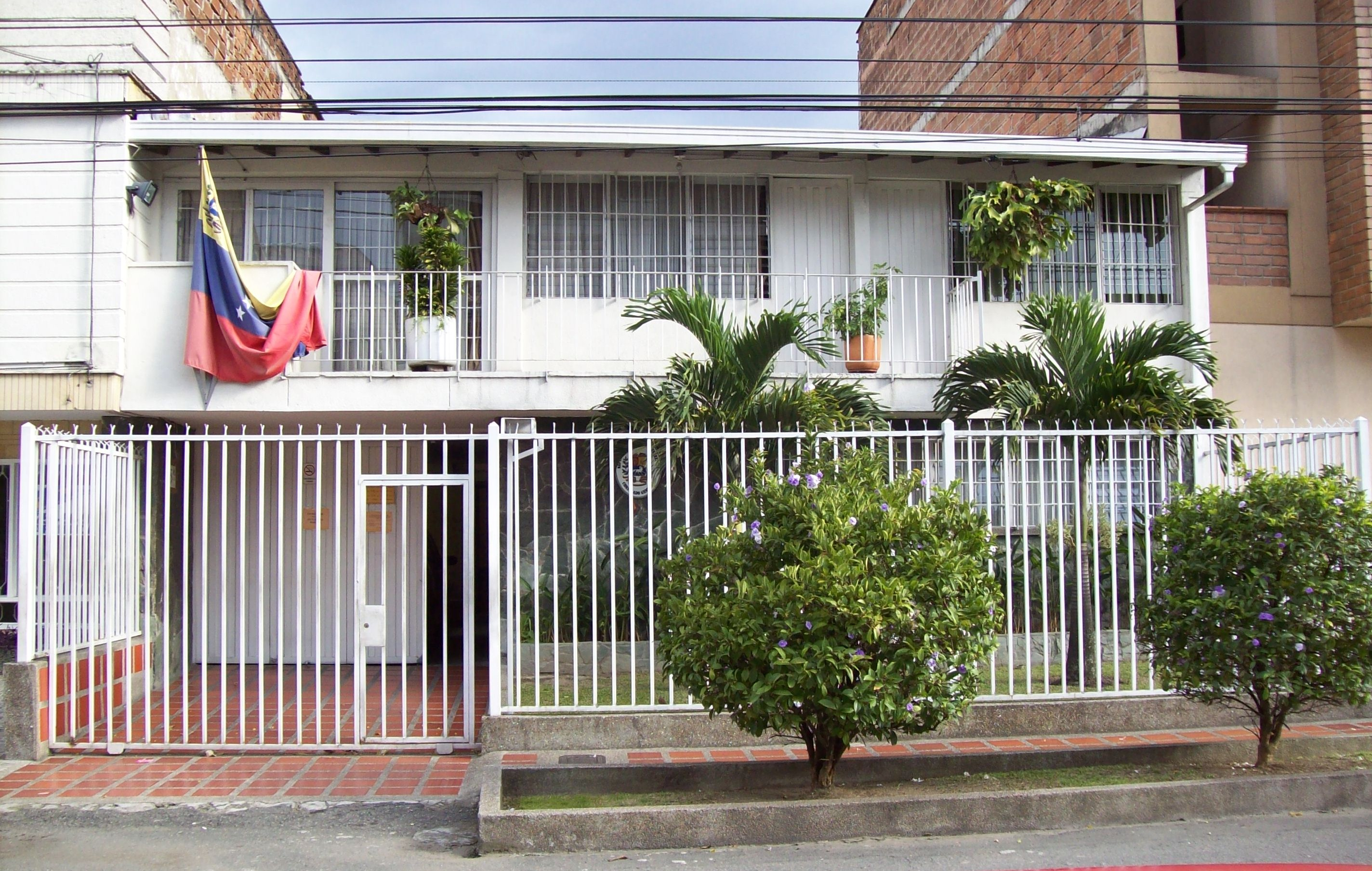
메데인 주재 베네수엘라 총영사관

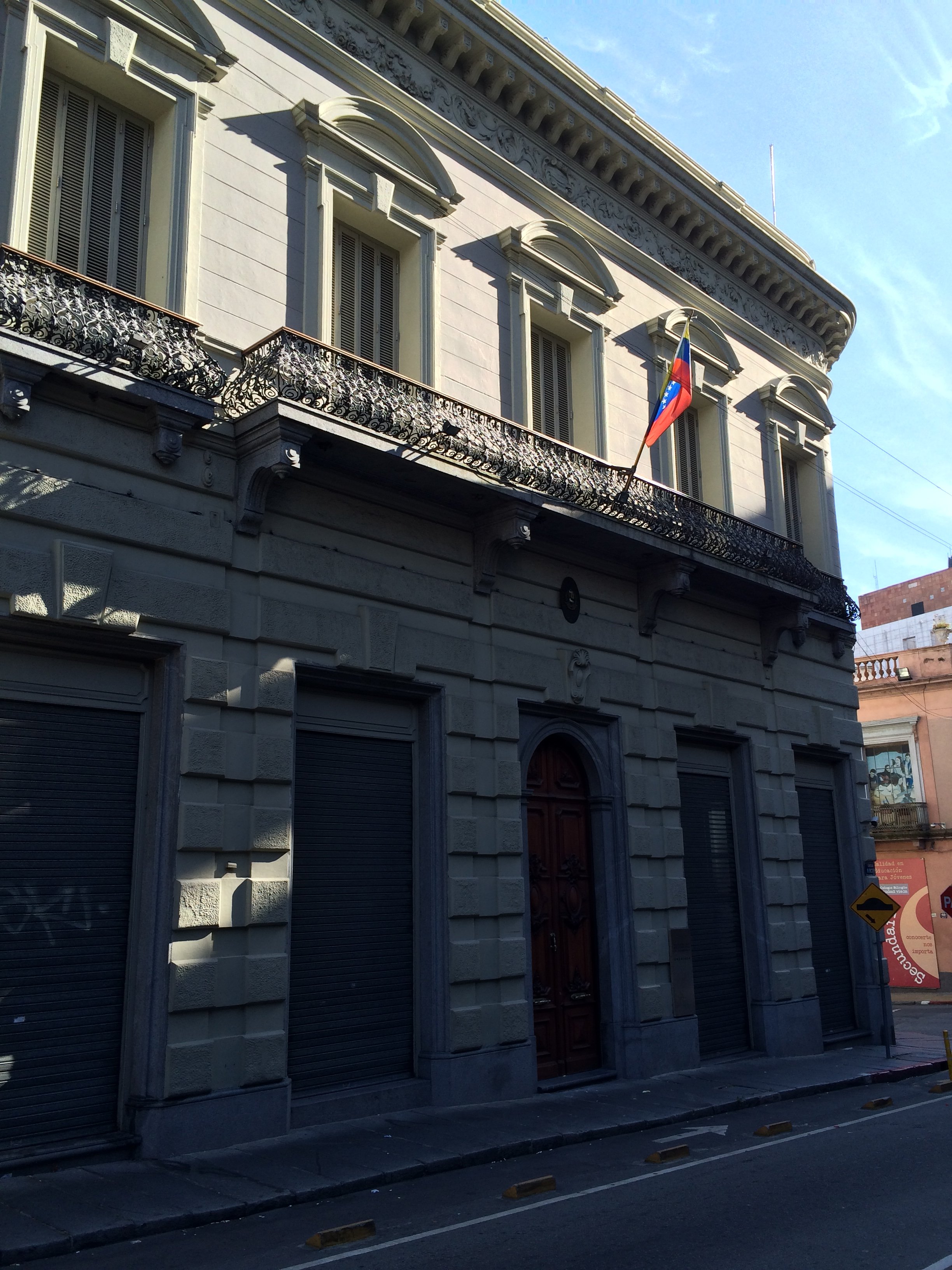
몬테비데오 주재 베네수엘라 대사관

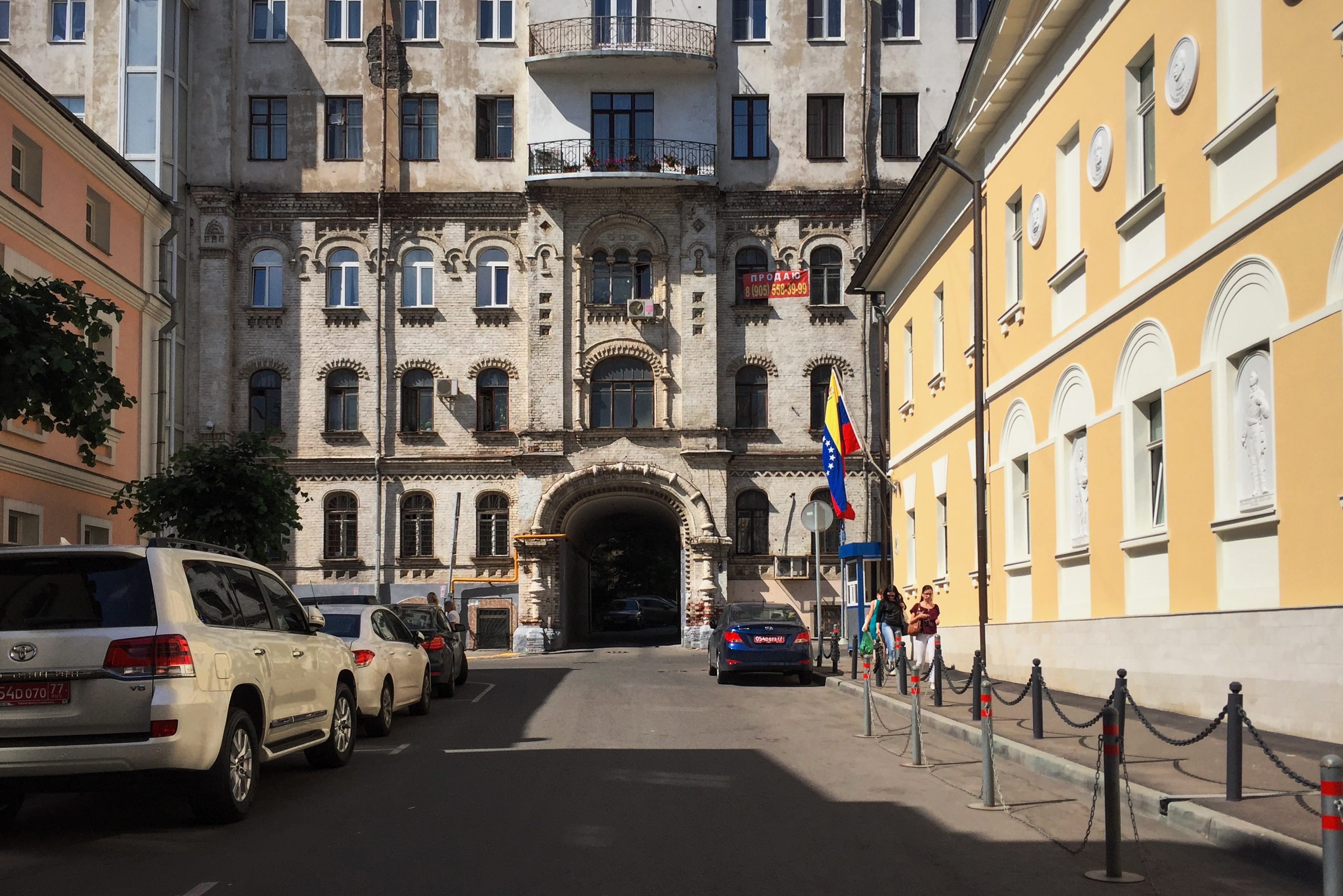
모스크바 주재 베네수엘라 대사관

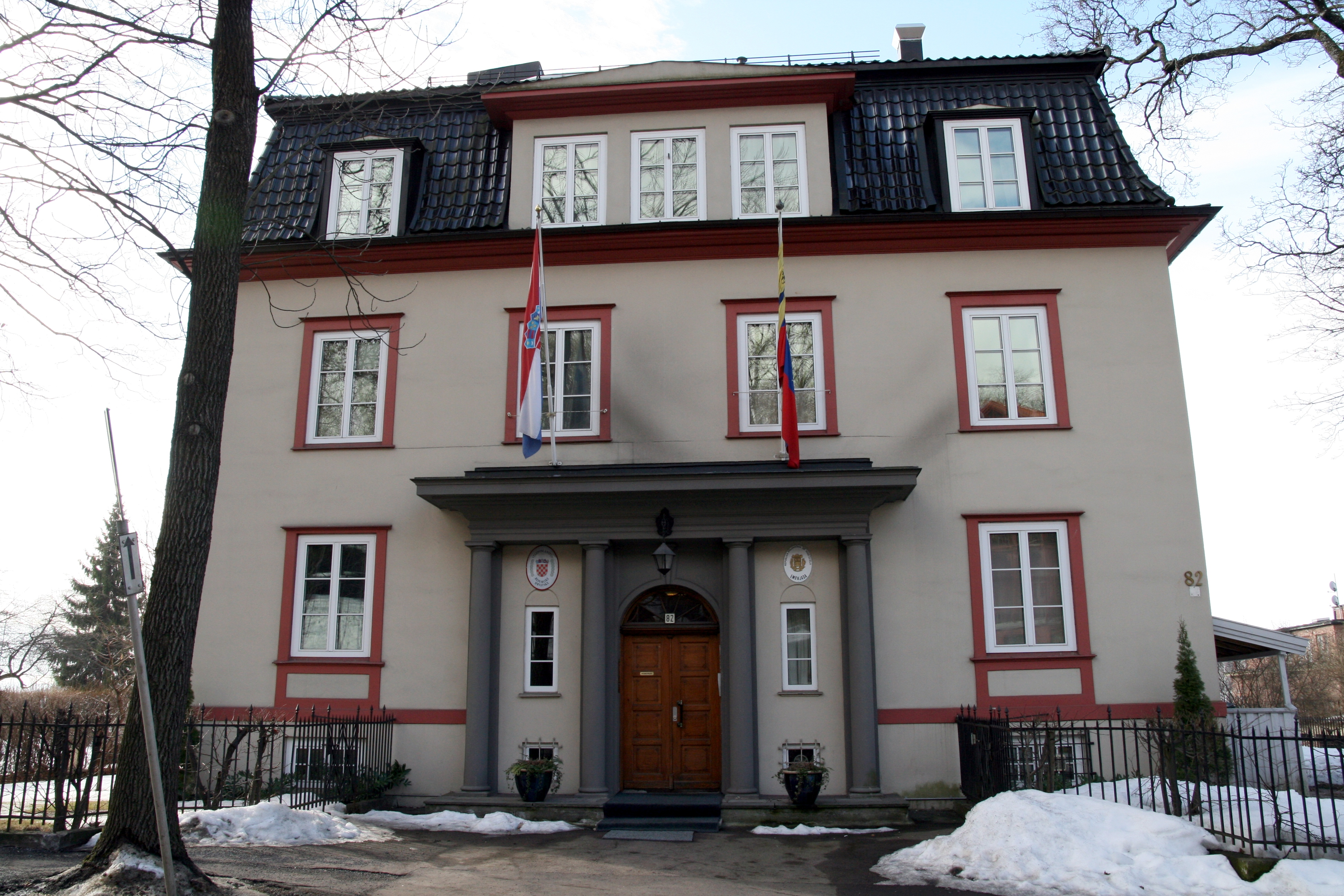
오슬로 주재 베네수엘라 대사관

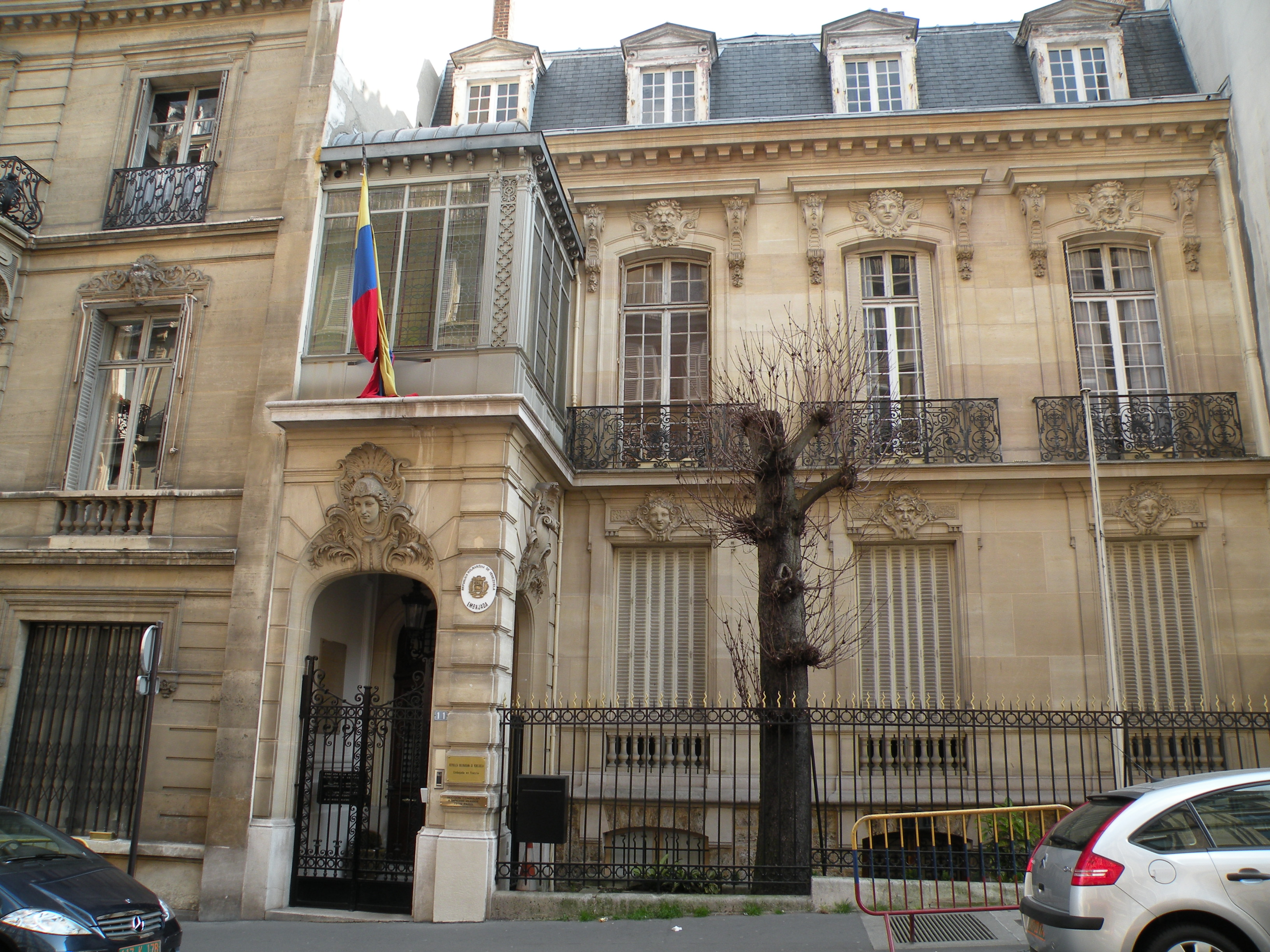
파리 주재 베네수엘라 대사관

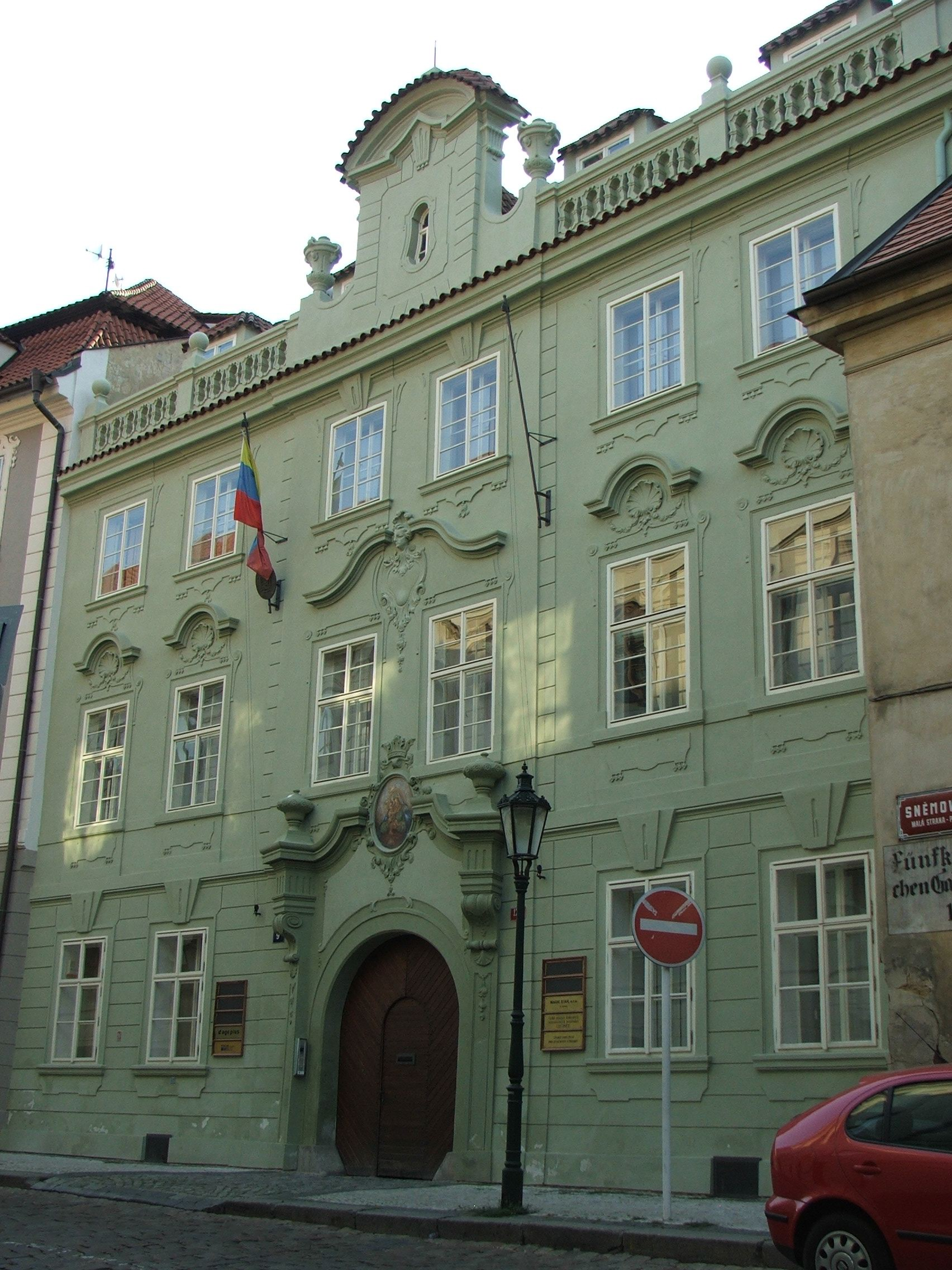
프라하 주재 베네수엘라 대사관

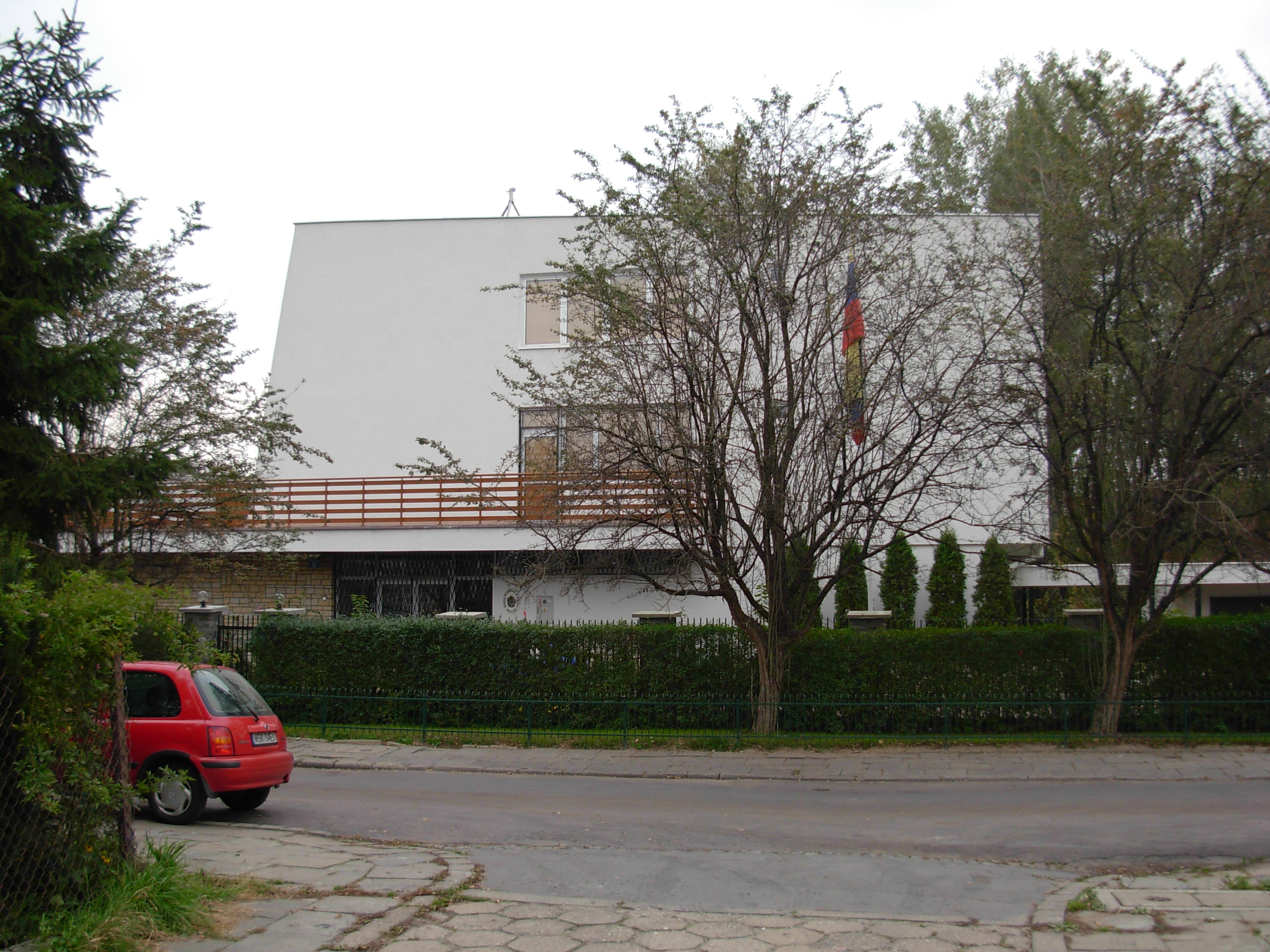
바르샤바 주재 베네수엘라 대사관

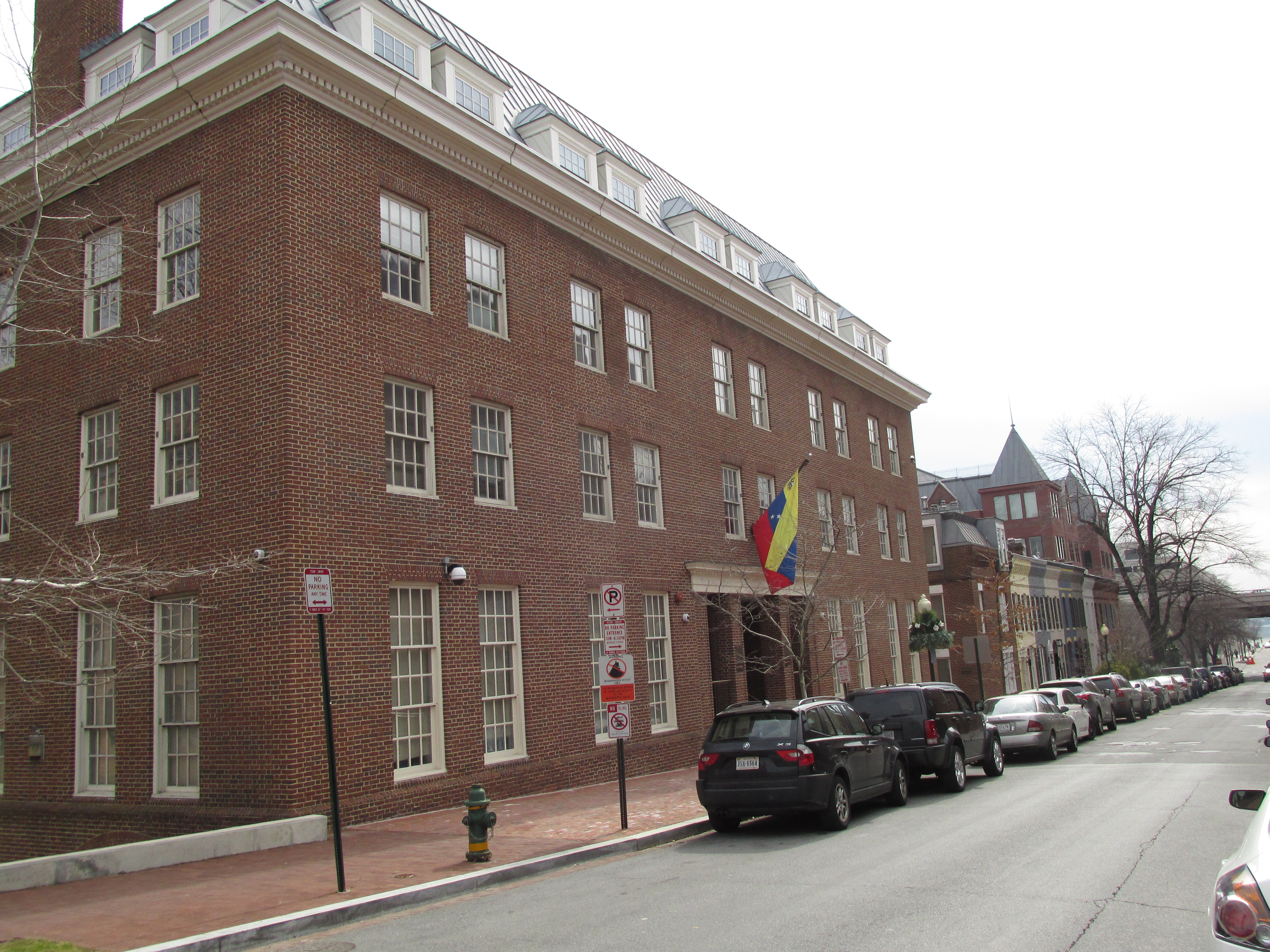
워싱턴 D.C. 주재 베네수엘라 대사관

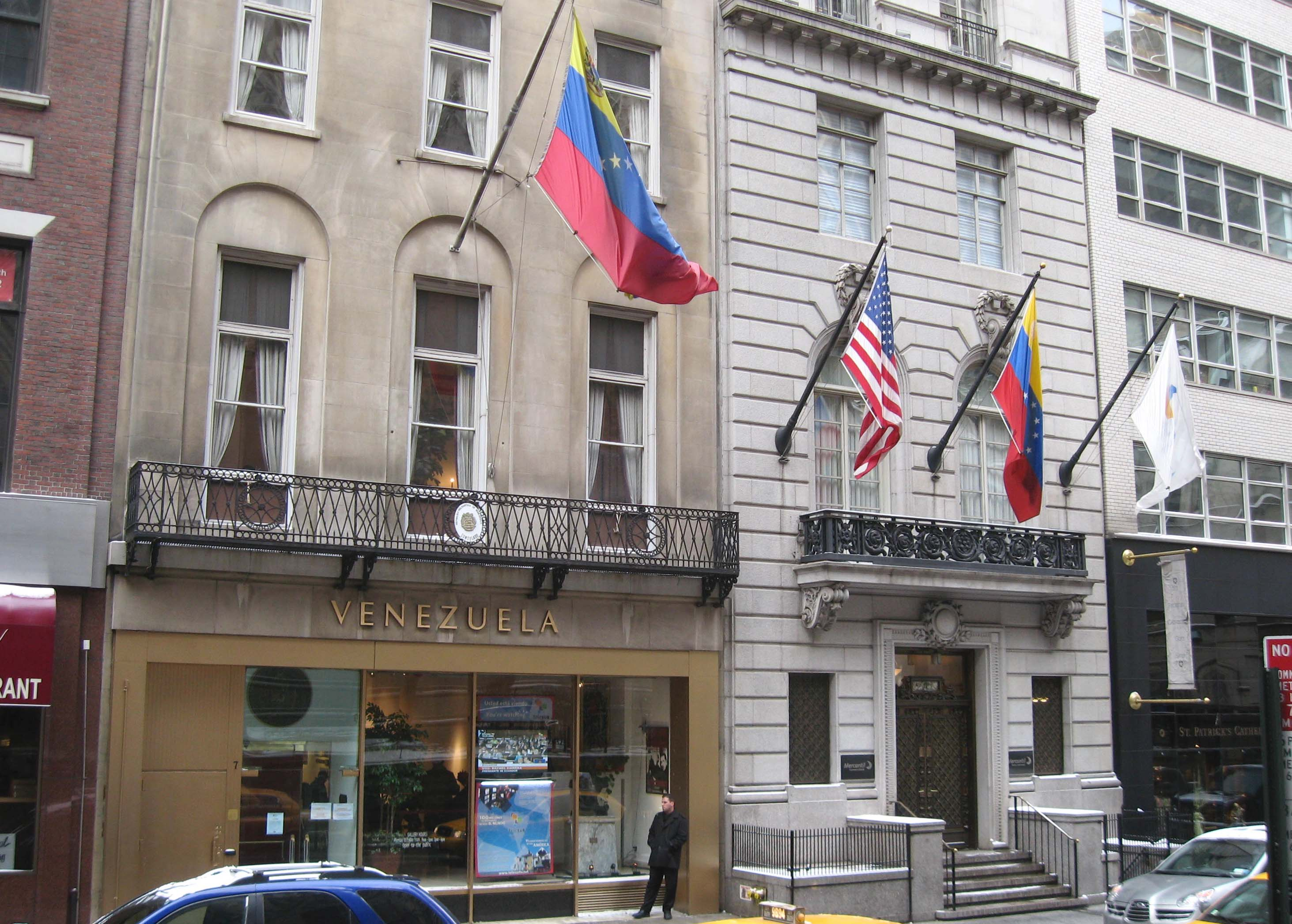
뉴욕 주재 베네수엘라 총영사관

베네수엘라의 재외공관 목록은 베네수엘라 주재 대사관을 각국에 상주시켜 놓는 것을 의미하며 베네수엘라의 재외공관을 나열한 목록이다.

## 아프리카
- 알제리
  - 알제 (대사관)
- 앙골라
  - 루안다 (대사관)
- 베냉
  - 코토누 (대사관)
- 콩고 공화국
  - 브라자빌 (대사관)
- 이집트
  - 카이로 (대사관)
- 적도 기니
  - 말라보 (대사관)
- 에티오피아
  - 아디스아바바 (대사관)
- 감비아
  - 반줄 (대사관)
- 케냐
  - 나이로비 (대사관)
- 말리
  - 바마코 (대사관)
- 모로코
  - 라바트 (대사관)
- 모잠비크
  - 마푸투 (대사관)
- 나미비아
  - 빈트후크 (대사관)
- 나이지리아
  - 아부자 (대사관)
- 세네갈
  - 다카르 (대사관)
- 남아프리카 공화국
  - 프리토리아 (대사관)
- 수단
  - 하르툼 (대사관)
- 튀니지
  - 튀니스 (대사관)

## 아메리카
- 앤티가 바부다
  - 세인트존스 (대사관)
- 아르헨티나
  - 부에노스아이레스 (대사관)
- 바베이도스
  - 브리지타운 (대사관)
- 벨리즈
  - 벨모판 (대사관)
- 볼리비아
  - 라파스 (대사관)
- 브라질
  - 브라질리아 (대사관)
  - 벨렝 (총영사관)
  - 보아비스타 (총영사관)
  - 마나우스 (총영사관)
  - 리우데자네이루 (총영사관)
  - 상파울루 (총영사관)
- 캐나다
  - 오타와 (대사관)
  - 몬트리올 (총영사관)
  - 토론토 (총영사관)
  - 밴쿠버 (총영사관)
- 칠레
  - 산티아고 (대사관)
- 콜롬비아
  - 보고타 (대사관)
  - 아라우카 (총영사관)
  - 바랑키야 (총영사관)
  - 부카라망가 (총영사관)
  - 카르타헤나 (총영사관)
  - 쿠쿠타 (총영사관)
  - 메데인 (총영사관)
  - 푸에르토카레뇨 (총영사관)
  - 리오아차 (총영사관)
- 코스타리카
  - 산호세 (대사관)
- 쿠바
  - 아바나 (대사관)
- 도미니카 연방
  - 로조 (대사관)
- 도미니카 공화국
  - 산토도밍고 (대사관)
- 에콰도르
  - 키토 (대사관)
  - 과야킬 (총영사관)
- 엘살바도르
  - 산살바도르 (대사관)
- 그레나다
  - 세인트조지스 (대사관)
- 과테말라
  - 과테말라 시 (대사관)
- 가이아나
  - 조지타운 (대사관)
- 아이티
  - 포르토프랭스 (대사관)
- 온두라스
  - 테구시갈파 (대사관)
- 자메이카
  - 킹스턴 (대사관)
- 멕시코
  - 멕시코시티 (대사관)
- 니카라과
  - 마나과 (대사관)
- 파나마
  - 파나마시티 (대사관)
- 파라과이
  - 아순시온 (대사관)
- 페루
  - 리마 (대사관)
- 세인트키츠 네비스
  - 바스테르 (대사관)
- 세인트루시아
  - 캐스트리스 (대사관)
- 세인트빈센트 그레나딘
  - 킹스타운 (대사관)
- 수리남
  - 파라마리보 (대사관)
- 트리니다드 토바고
  - 포트오브스페인 (대사관)
- 미국
  - 워싱턴 D.C. (대사관)
  - 보스턴 (총영사관)
  - 시카고 (총영사관)
  - 휴스턴 (총영사관)
  - 뉴올리언스 (총영사관)
  - 뉴욕 (총영사관)
  - 샌프란시스코 (총영사관)
  - 산후안 (총영사관)
- 우루과이
  - 몬테비데오 (대사관)

## 아시아
- 중화인민공화국
  - 베이징시 (대사관)
  - 홍콩 (총영사관)
  - 상하이시 (총영사관)
- 인도
  - 뉴델리 (대사관)
- 인도네시아
  - 자카르타 (대사관)
- 이란
  - 테헤란 (대사관)
- 이라크
  - 바그다드 (대사관)
- 일본
  - 도쿄도 (대사관)
- 요르단
  - 암만 (대사관)
- 대한민국
  - 서울특별시 (대사관)
- 쿠웨이트
  - 쿠웨이트시티 (대사관)
- 레바논
  - 베이루트 (대사관)
- 말레이시아
  - 쿠알라룸푸르 (대사관)
- 팔레스타인
  - 라말라 (대표부 사무소)
- 필리핀
  - 마닐라 (대사관)
- 카타르
  - 도하 (대사관)
- 사우디아라비아
  - 리야드 (대사관)
- 싱가포르
  - 싱가포르 (대사관)
- 시리아
  - 다마스쿠스 (대사관)
- 튀르키예
  - 앙카라 (대사관)
  - 이스탄불 (총영사관)
- 아랍에미리트
  - 아부다비 (대사관)
- 베트남
  - 하노이 (대사관)

## 유럽
- 오스트리아
  - 빈 (대사관)
- 벨라루스
  - 민스크 (대사관)
- 벨기에
  - 브뤼셀 (대사관)
- 불가리아
  - 소피아 (대사관)
- 키프로스
  - 니코시아 (대사관)
- 체코
  - 프라하 (대사관)
- 덴마크
  - 코펜하겐 (대사관)
- 핀란드
  - 헬싱키 (대사관)
- 프랑스
  - 파리 (대사관)
  - 포르드프랑스 (총영사관)
- 독일
  - 베를린 (대사관)
  - 함부르크 (총영사관)
  - 프랑크푸르트암마인 (총영사관)
- 그리스
  - 아테네 (대사관)
- 바티칸 시국
  - 바티칸 시국 (대사관)
- 헝가리
  - 부다페스트 (대사관)
- 이탈리아
  - 로마 (대사관)
  - 밀라노 (총영사관)
  - 나폴리 (총영사관)
- 네덜란드
  - 헤이그 (대사관)
  - 크랄렌데이크 (총영사관)
  - 오라녜스타드 (총영사관)
  - 빌렘스타트 (총영사관)
- 노르웨이
  - 오슬로 (대사관)
- 폴란드
  - 바르샤바 (대사관)
- 포르투갈
  - 리스본 (대사관)
  - 푼샬 (총영사관)
  - 포르투 (총영사관)
- 루마니아
  - 부쿠레슈티 (대사관)
- 러시아
  - 모스크바 (대사관)
- 세르비아
  - 베오그라드 (대사관)
- 슬로베니아
  - 류블랴나 (대사관)
- 스페인
  - 마드리드 (대사관)
  - 바르셀로나 (총영사관)
  - 빌바오 (총영사관)
  - 산타크루스데테네리페 (총영사관)
  - 비고 (총영사관)
- 스웨덴
  - 스톡홀름 (대사관)
- 스위스
  - 베른 (대사관)
- 영국
  - 런던 (대사관)

## 오세아니아
- 오스트레일리아
  - 캔버라 (대사관)

## 대표부
- EU 베네수엘라 정부 대표부 : 브뤼셀
- UN 베네수엘라 정부 대표부 : 뉴욕, 제네바, 나이로비
- UNESCO 베네수엘라 정부 대표부 : 파리
- FAO 베네수엘라 정부 대표부 : 로마
- MERCOSUR, ALADI 베네수엘라 정부 대표부 : 몬테비데오
- 미주 기구 베네수엘라 정부 대표부 : 워싱턴 D.C.
- 아프리카 연합 베네수엘라 정부 대표부 : 아디스아바바

## 같이 보기
- 베네수엘라의 대외 관계